# Андранік Акопян
Андранік Акопян (вірм. Անդրանիկ Հակոբյան; 6 жовтня 1981, Вагаршапат) — вірменський боксер середньої ваги, призер чемпіонату світу серед аматорів.

## Аматорська кар'єра
На чемпіонаті світу 2005 Андранік Акопян переміг трьох суперників, а у 1/8 фіналу програв Еміліо Корреа (Куба) — RSCO.
На чемпіонаті Європи 2006 переміг у першому бою майбутнього олімпійського чемпіона Джеймса Дегейла (Англія) — 31-21, але в наступному бою через травму програв Ревазу Карелишвілі (Грузія) — RSCI 2.
На чемпіонаті світу 2007 програв у другому бою Даррену Сазерленд (Ірландія).
Андранік Акопян кваліфікувався на Олімпійські ігри 2008, на яких переміг Ахмеда Сарака (Гана) і програв через травму у 1/8 фіналу Елшоду Расулову (Узбекистан).
На чемпіонаті Європи 2008 програв у другому бою Імону О'Кейн (Ірландія).
Того ж 2008 року на Кубку світу з боксу завоював золоту медаль.
- У чвертьфіналі переміг Чо Док Чжин (Південна Корея) — 19-4
- У півфіналі переміг Елшода Расулова (Узбекистан) — 12-2
- У фіналі переміг Альфонсо Бланко (Венесуела) — 10-9

На чемпіонаті світу 2009 став срібним призером.
- В 1/32 фіналу переміг Вахіда Абдерредха (Ірак) — 13-6
- В 1/16 фіналу переміг Наїма Тербунья (Швеція) — 15-11
- В 1/8 фіналу переміг Даррена О'Ніл (Ірландія) — 7-3
- У чвертьфіналі переміг Віктора Котюжанського (Молдова) — 8-1
- У півфіналі переміг Альфонсо Бланко (Венесуела) — 4-3
- У фіналі програв Аббосу Атоєву (Узбекистан) — 0-9

На чемпіонаті Європи 2010 програв у чвертьфіналі Миколі Веселову (Білорусь).
На чемпіонаті світу 2011 переміг Віктора Котюжанського (Молдова), Томаша Яблонського (Польща) і Хуана Антоніо Меркадо (Мексика), а у чвертьфіналі програв Богдану Журатоні (Румунія) — 17-21.
На Олімпійських іграх 2012 програв у першому бою Террелу Гауша (США).